# Chamalycaeus yanoshigehumii
Chamalycaeus yanoshigehumii é uma espécie de gastrópode  da família Alycaeidae.
É endémica de Japão.